# اتیل پروپیونات
اتیل پروپیونات (به انگلیسی: Ethyl propionate) با فرمول شیمیایی C5H10O2 یک ترکیب شیمیایی با شناسه پاب‌کم ۷۷۴۹ است. که جرم مولی آن ۱۰۲٫۱۳۱۷ g/mol می‌باشد.